# Бежания (футбольный клуб)
«Бежа́ния» (серб. ФК Бежанија) — сербский футбольный клуб из общины Нови-Београд в округе Белград в центральной Сербии. Клуб основан в 1921 году, домашние матчи проводит на стадионе «Бежания», вмещающем 5 000 зрителей.

## История
Клуб был основан в 1921 году под именем СОКО, позже клуб сменил название на БСК. В 20-30-х годах клуб играл только товарищеские матчи. Во время оккупации Югославии Германией клуб играл в первенстве Хорватии. После войны в 1946 году клуб опять сменил имя — ФК «Единство». Перед стартом сезона 1956/1957 команда обрела своё нынешнее название «Бежания». В сезоне 2006/2007 клуб занял 4-е место в Суперлиге и завоевал право участвовать в еврокубках — высшее достижение команды за всю её историю. В сезоне 2007/2008 «Бежания» заняла последнее место в «Суперлиге» и вылетела в Первую лигу. Фанатская группировка клуба — «Львы» (серб. Lavovi).

## Стадион
Стадион клуба является одним из самых современных в Сербии и вмещает 5 000 мест. Существует возможность расширения западной трибуны на 4 000 мест.

## Выступления в еврокубках
| Сезон   | Турнир     | Раунд | Соперник | 1 матч | 2 матч | Итог  |
| ------- | ---------- | ----- | -------- | ------ | ------ | ----- |
| 2007/08 | Кубок УЕФА | 1 кв  | Беса     | 2 : 2  | 0 : 0  | 2 : 2 |

- Домашние игры выделены жирным шрифтом